# Tetrapocillon patbergquistae
Tetrapocillon patbergquistae is een gewone sponsensoort uit de familie van de Guitarridae. De wetenschappelijke naam van de soort is voor het eerst geldig gepubliceerd in 2011 door Fromont, Alvarez, Gomez & Roberts.